# Jefferson Assis
Jefferson Mateus de Assis Estácio (* 21. Oktober 1994 in Porto Alegre), auch bekannt als Jefferson Assis oder Jefferson, ist ein brasilianischer Fußballspieler.

## Karriere
Jefferson Assis erlernte das Fußballspielen in den Jugendmannschaften von Grêmio Esportivo Osasco, Osasco FC, Coritiba FC und Sporting Braga (Portugal). Von 2015 bis August 2017 spielte er bei den unterklassigen brasilianischen Vereinen União Agrícola Barbarense FC, CA Metropolitano, Clube Andraus Brasil Ltda, EC Novo Hamburgo und EC São José RS. Mit dem EC Novo Hamburgo gewann er 2017 die Staatsmeisterschaft von Rio Grande do Sul. Ende August 2017 ging er nach Europa, wo er in Malta einen Vertrag beim Erstligisten Sliema Wanderers unterschrieb. Für den Verein aus Sliema bestritt er 31 Ligaspiele. Hierbei erzielte er zehn Treffer. Von Februar 2019 bis Vertragsende Juni 2019 wurde er an den in der Gozitan First Division spielenden Nadur Youngsters F.C. verliehen. Am 1. Juli 2019 wechselte er wieder in die maltesische erste Liga. Hier unterschrieb er in Gżira einen Vertrag bei Gżira United. Von Januar 2020 bis Juni 2020 wurde er von Gżira an den al-Fujairah SC ausgeliehen. Der Verein aus den Vereinigten Arabischen Emiraten spielte in der ersten Liga, der UAE Pro League. Hier bestritt er sieben Ligaspiele. Nach der Ausleihe kehrte er nach Malta zurück. In der 2022/23 wurde er mit 20 Toren Torschützenkönig der Liga. Nach insgesamt 83 Ligaspielen, in denen er 44 Tore erzielte, ging er im Juli 2023 nach Indonesien. Hier unterschrieb er in Gianyar auf der Insel Bali einen Vertrag beim Erstligisten Bali United. Nach 30 Erstligaspielen zog es ihn nach Thailand, wo er im Juli 2024 einen Vertrag beim Erstligisten Lamphun Warriors FC unterschrieb. Nach 24 Ligaspielen, in denen er sechs Treffer erzielte, wurde sein Vertrag im Sommer 2025 nicht verlängert.

## Erfolge
EC Novo Hamburgo
- Staatsmeisterschaft von Rio Grande do Sul: 2017

## Auszeichnungen
Maltese Premier League
- Torschützenkönig: 2022/23 (20 Tore)